# Лебедева, Наталья Сергеевна
Наталья Сергеевна Лебедева (1939) — советский и российский историк, кандидат исторических наук, хабилитированный доктор, главный научный сотрудник Института всеобщей истории РАН.

## К биографии
Дочь Сергея Алексеевича Лебедева, основоположника советской электронной вычислительной техники, и Алисы Григорьевны Штейнберг (1911—1979), виолончелистки, выпускницы Института имени Гнесиных. Племянница Марка Абрамовича Блюменфельда (1903—1937, расстрелян), экономиста и троцкиста, в чьей квартире семья Лебедевых жила в 1930-е годы и воспоминания о котором оставил его солагерник Варлам Шаламов.
В 1962 году окончила с отличием Московский государственный историко-архивный институт.
Работала в Институте истории АН СССР.
С 1967 года — в Институте всеобщей истории АН СССР, впоследствии Институт всеобщей истории РАН.
В 1970 году защитила кандидатскую диссертацию по теме «Предыстория Нюрнбергского процесса».
В 1996 году Лодзинский университет (Польша) присвоил ей степень хабилитированного доктора в области всеобщей истории.
Работает главным научным сотрудником Института всеобщей истории РАН.

## Научная деятельность и труды
Видный специалист в области истории международных отношений новейшего времени и истории Второй мировой войны. Внесла крупный вклад в исследование Катынского расстрела.
Автор книг:
- Подготовка Нюрнбергского процесса (М., 1975);
- Суд над фашизмом и агрессией (к 40-летию нюрнбергского процесса). М.: Знание, 1985 (Новое в жизни, науке, технике. Сер. «История», № 8);
- Безоговорочная капитуляция агрессоров;
- Катынь: преступление против человечества[4].

Составитель и редактор сборников документов:
- Нюрнбергский процесс. В 8 тт.
- Коминтерн и вторая мировая война В 2-х тт.
- Катынь. Пленники необъявленной войны.
- Катынь. 1940—2000.
- СССР и Литва в годы второй мировой войны в 2-х тт.

Участник российско-польской Группы по сложным вопросам российско-польских отношений в истории XX века.
Входит в состав редакционных советов серий:
- Россия. XX век. Документы. / Международный фонд «Демократия» (Фонд Александра Н. Яковлева)
- Анналы коммунизма. / Йельский университет. (Annals of Communism, Yale University Press); Пшегланд Всходны.

Входит в состав научных советов ряда польских научно-исследовательских институтов.

## Награды
Имеет правительственные награды РФ и Республики Польша, в том числе награждена командорским крестом ордена Заслуг перед Республикой Польша (2003).
В 2012  году была номинирована в числе трёх российских историков на премию им. Егора Гайдара.